# Île Howland
Pour les articles homonymes, voir Howland.
L'île Howland, en anglais Howland Island, est une île inhabitée des États-Unis située dans l'océan Pacifique et constituant un territoire non organisé et non incorporé. Elle est protégée depuis 1974 sous le nom de refuge faunique national de l'Île-Howland géré par l'United States Fish and Wildlife Service. L'exploitation de son guano, une tentative de colonisation et une brève occupation militaire constituent les seules présences humaines sur cette île. Sa végétation herbacée est le lieu de vie et de nidification de nombreux oiseaux marins et ses fonds marins comportent une barrière de corail.

## Toponymie
L'île Howland est appelée Howland Island en anglais,,. Son premier nom, île Worth, en anglais Worth Island, provient de son découvreur, le capitaine américain George B. Worth. Elle a ensuite été nommée Howland en l'honneur de son redécouvreur, M. Howland, alors vigie sur le bateau du capitaine américain George Netcher.
En tant qu'aire protégée, elle est aussi appelée refuge faunique national de l'Île-Howland, en anglais Howland Island National Wildlife Refuge. Durant la Seconde Guerre mondiale, l'île Howland constituait une base militaire américaine sous le nom de base navale et aérienne Howland, en anglais Howland Naval Air Station.

## Géographie
L'île Howland fait partie de l'Archipel Iles Phoenix.

### Localisation
L'île Howland est située dans le centre-ouest de l'océan Pacifique, juste au nord de l'équateur, aux trois cinquièmes du chemin  reliant la Nouvelle-Galles du Sud (Diggers Headland), en Australie, à Honolulu, la capitale de l'État d'Hawaï et à 3 048 kilomètres au sud-ouest de cette dernière villeet à 1 158 à kilomètres à l'est de Tarawa-Sud, la capitale des Kiribati. Elle est entourée des archipels formant ce dernier pays, notamment par les îles Gilbert à l'ouest et les îles Phœnix au sud-est, dont l'île Baker à 68 kilomètres vers le sud-sud-ouest et McKean à 494 kilomètres au sud-sud-est.
Avec l'île Baker, l'île Howland est parfois incluse dans les îles Phœnix.

### Topographie

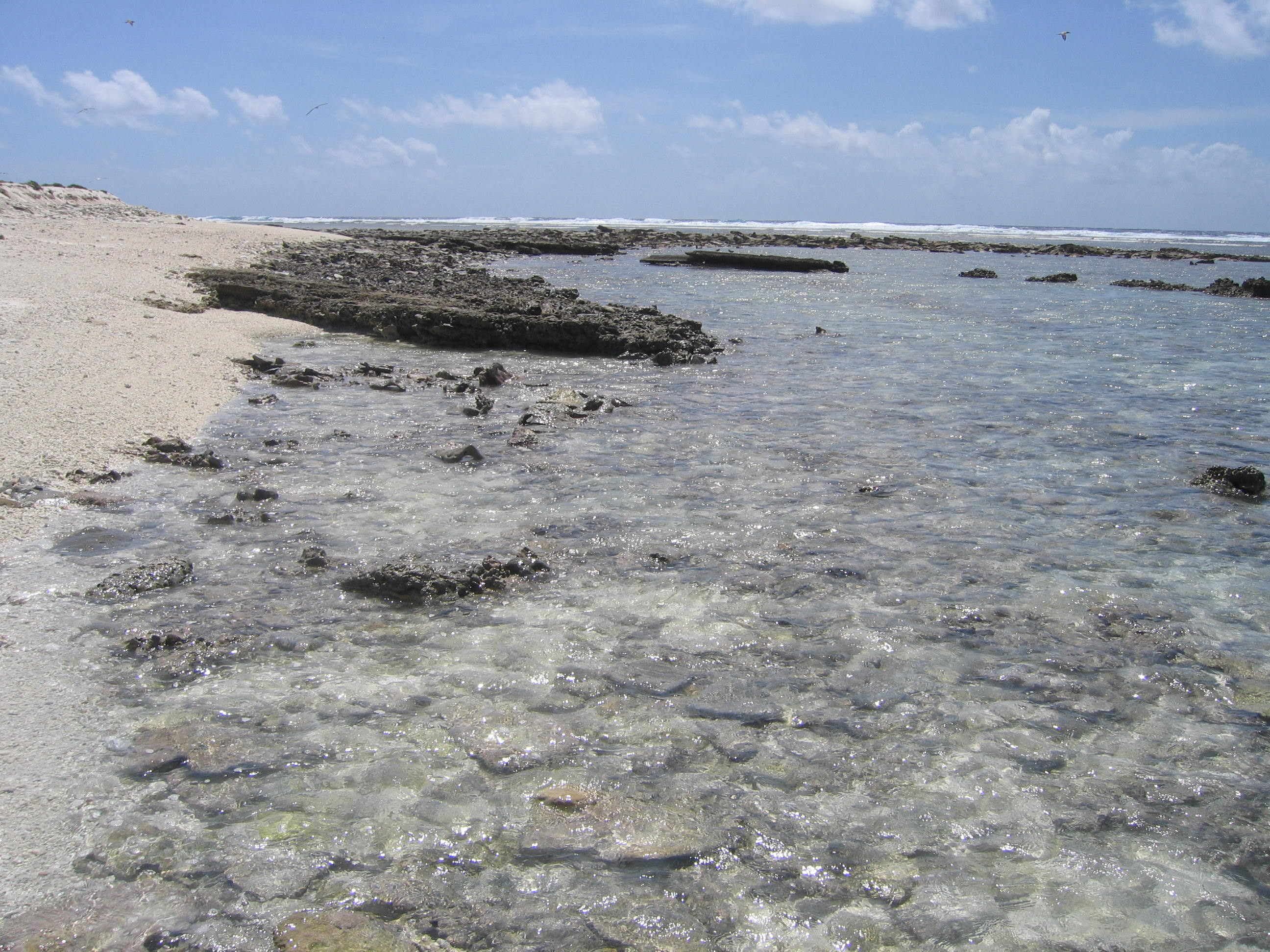
Rivage de l'île Howland avec le récif corallien.

De forme allongée dans le sens nord-sud sur 2,8 kilomètres de longueur pour environ un kilomètres de largeur, l'île Howland couvre une superficie de 2,62 km2,.
Elle constitue la partie émergée d'un récif corallien recouvrant un ancien volcan sous-marin,. Peu élevée avec un point culminant à trois mètres d'altitude, son centre est composé d'une légère dépression. Elle ne comporte aucune ressource d'eau douce en surface.
Son littoral de 6,4 kilomètres de longueur composé de plages de sable ou de galets corallien est entouré par un récif laissant très vite place à la haute mer,,. Les courants marins dominants arrivant de l'ouest sont responsables d'une remontée d'eau permettant aux nutriments d'arriver en surface pour être accessibles à la vie marine. Ce phénomène ne se rencontre que dans quelques îles de l'océan Pacifique grâce aux pentes sous-marines abruptes.
Ses seules constructions, toutes en ruine, se limitent au campement et au phare Earhart au milieu de la côte ouest.

## Climat
Son climat de type équatorial caractérisé par des pluies éparses, un fort ensoleillement et des alizés constants ainsi que sa géologie calcaire entraînent une certaine aridité et des températures élevées,.

### Faune et flore

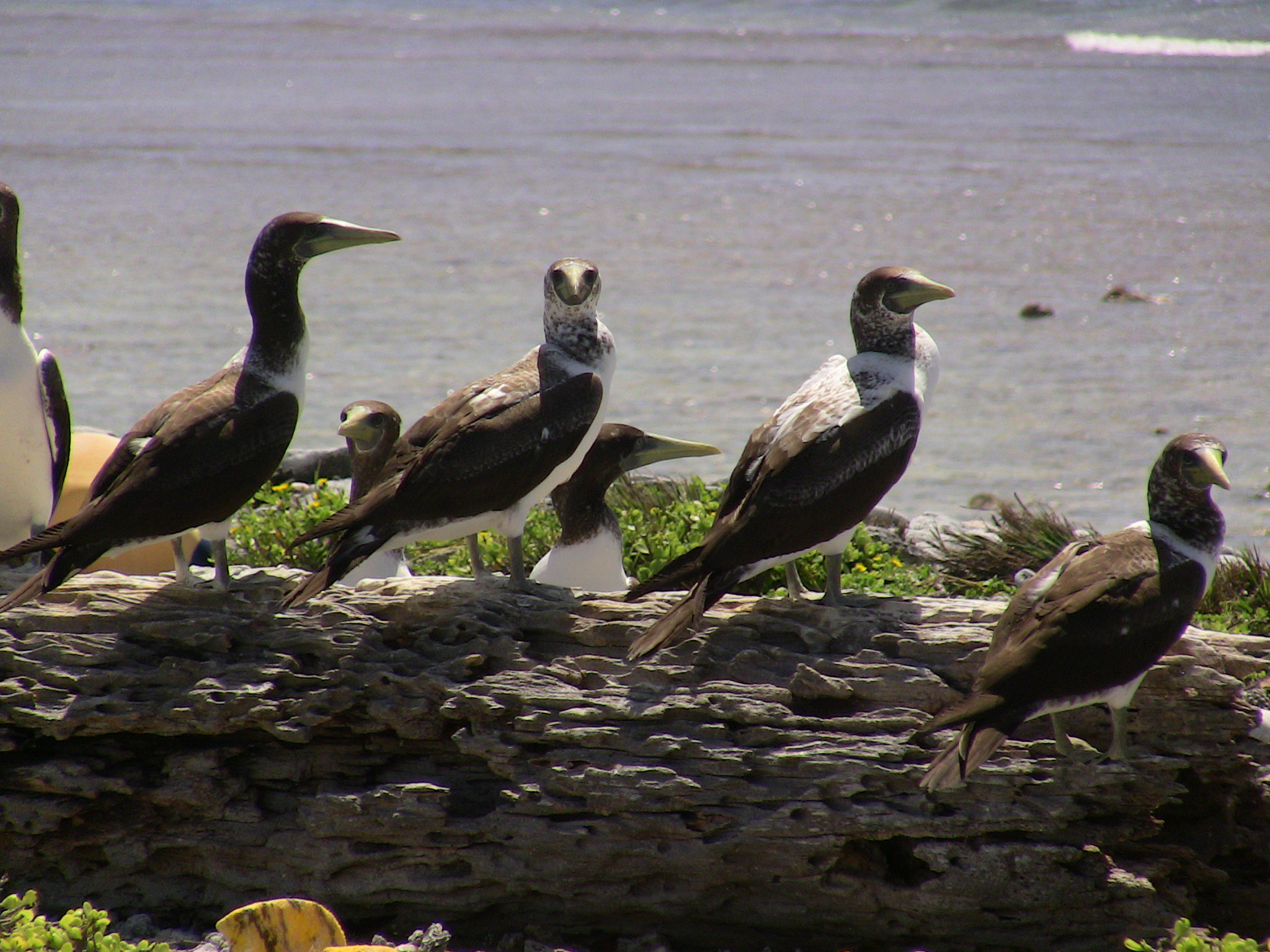
Fous bruns.

Sa végétation rase est composée d'herbes, de graminées, de plantes grimpantes et de quelques buissons peu élevés,. Un témoignage de 1942 cite la présence d'arbres dépérissant dans la partie centrale de l'île mais, 58 ans plus tard, toute trace de ces arbres avait disparu[réf. nécessaire]. Sa faune est essentiellement représentée par les 33 espèces d'oiseaux marins, dont la frégate ariel, le fou masqué et la sterne fuligineuse, ainsi que les neuf limicoles qui y nidifient. Sa faune marine est représentée par 109 espèces de coraux, notamment du corail corne de cerf, qui ont construit la barrière de corail.

## Histoire

### Découverte et revendications
De rares restes témoignent de l'occupation lointaine de l'île Howland par des Polynésiens mais elle est inhabitée lors de sa redécouverte vers 1822 lorsqu'elle est aperçue par le capitaine américain George B. Worth. Elle est alors nommée île Worth en son honneur mais est rebaptisée île Howland le 9 septembre 1842. Elle n'est annexée par les États-Unis que le 6 février 1857 en vertu du Guano Islands Act de 1856[réf. nécessaire]. Ils réaffirment leur souveraineté sur l'île en 1935 en en faisant un territoire non incorporé après que le Royaume-Uni ne la revendique à partir de 1886. Jusque vers 1890, le guano y est exploité par les Britanniques et les Américains.

### Occupation et Seconde Guerre mondiale

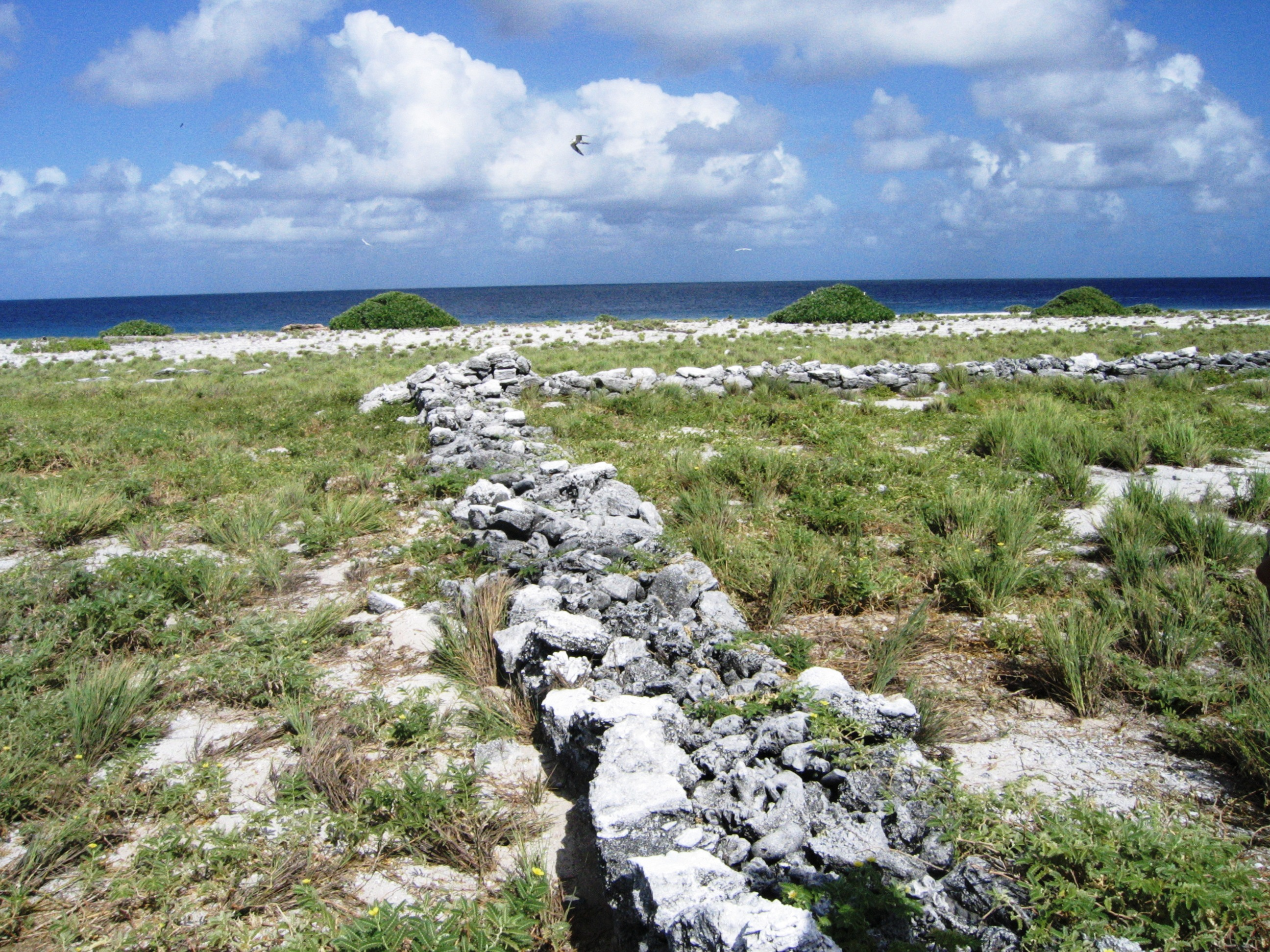
Vue des ruines d'Itascatown.

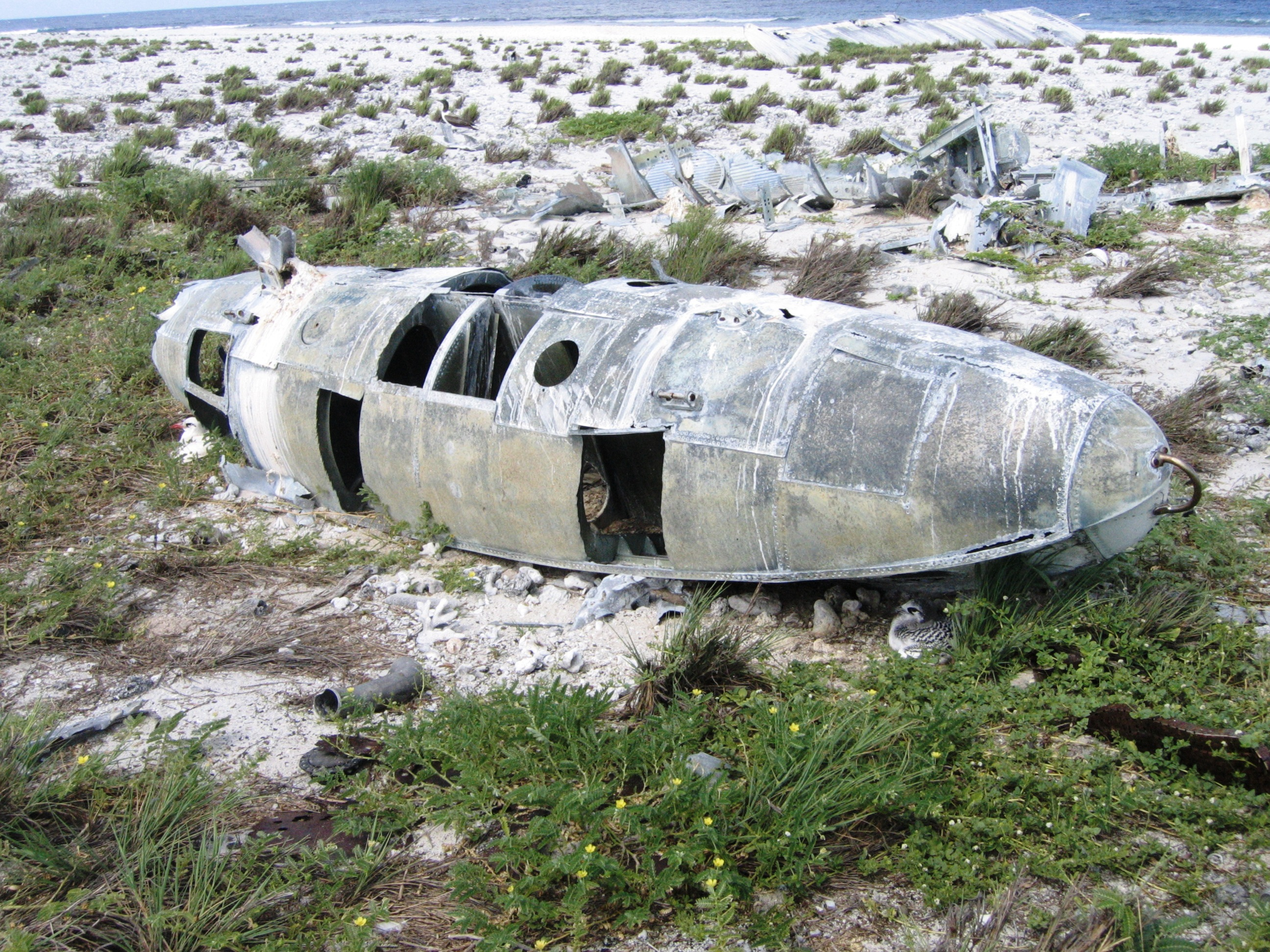
Épave d'avion.

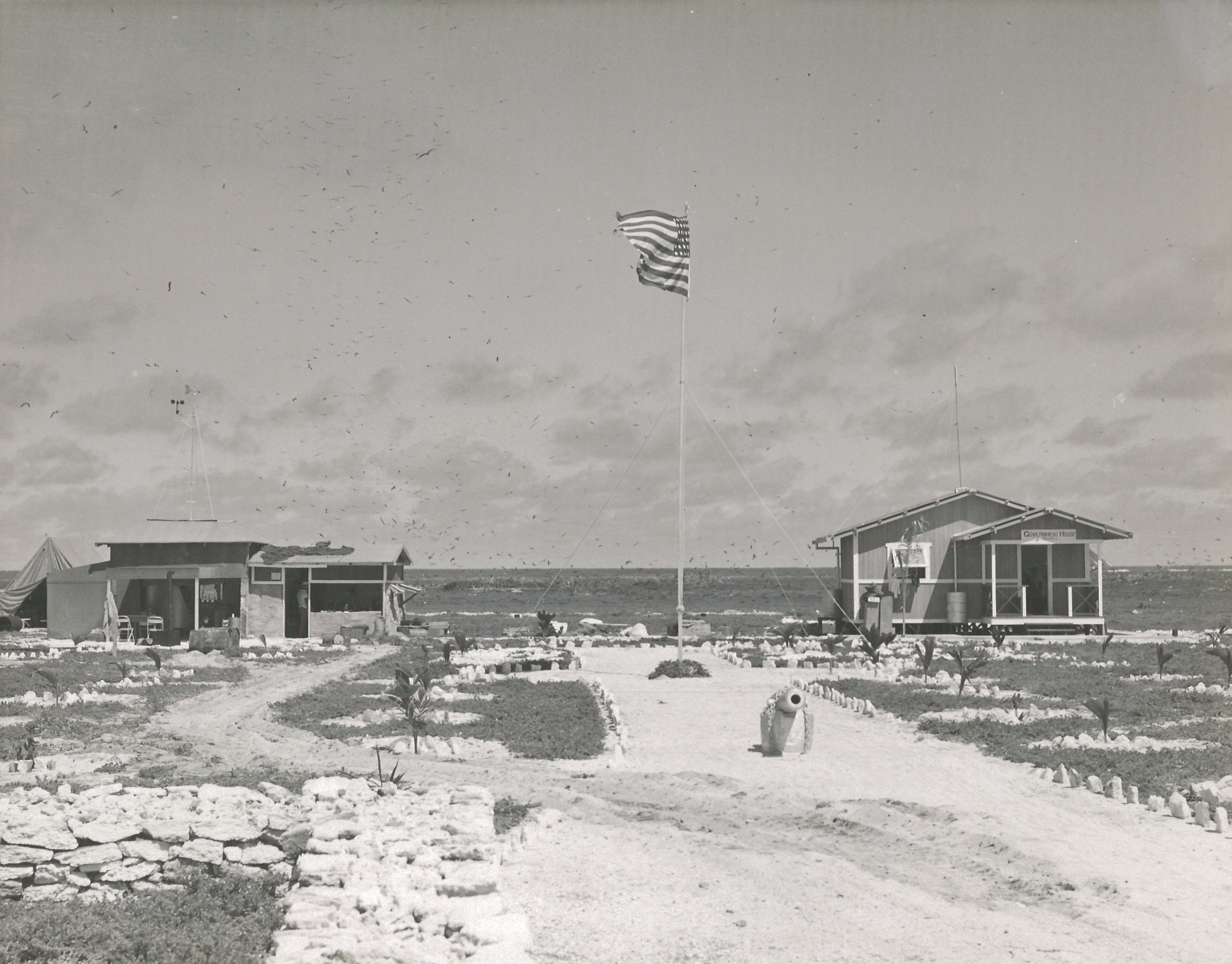
Le camp construit par les colons de l'île Howland durant le projet de colonisation des îles américaines équatoriales.

Le 30 mars 1935, sa colonisation commence dans le but d'établir une présence humaine permanente dans les îles de la Ligne. Ainsi, quatre élèves de la Kamehameha School for Boys, une école militaire de Honolulu à Hawaï, y sont envoyés. On fait alors croire à ces recrues qu'elles vont prendre part à une expédition scientifique et qu'elles vont passer trois mois sur l'île à collecter des échantillons botaniques et biologiques. Une fois en mer, on leur dit que « leurs noms vont rentrer dans l'Histoire » et que l'île sera transformée en « fameuses bases aériennes faisant partie d'une route qui reliera l'Australie à la Californie ». Ces quatre hommes créent le campement d'Itascatown non loin du littoral ouest de l'île, composé d'une douzaine de maisons en bois et de tentes nommées avec le nom des navires américains qui assuraient à l'époque le ravitaillement entre les îles[réf. nécessaire]. Ces colons reçoivent pour toute ressource des réserves de viande séchée et d'eau douce, un réfrigérateur marchant au pétrole, un équipement radio, des kits médicaux et de grandes quantités de cigarettes. Ils varient leur alimentation grâce à la pêche. La plus grande partie de leur travail consiste alors à réaliser des observations météorologiques et à développer peu à peu les infrastructures rudimentaires de l'île comme l'aménagement d'une piste d'aviation en 1937.
Cette piste d'aviation devait permettre à l'aviatrice américaine Amelia Earhart et à son copilote Fred Noonan de s'y ravitailler lors de leur tour du monde en 1937. Partis de Nouvelle-Guinée, ils n'arriveront jamais sur l'île, l'appareil disparaissant en pleine mer. Le phare de l'île Howland est alors baptisé phare Earhart en son honneur et la piste est abandonnée faute d'utilité.
Le 8 décembre 1941, l'île Howland est attaquée par quatorze bombardiers bimoteurs du Service aérien de la Marine impériale japonaise et le surlendemain, un sous-marin détruit les derniers bâtiments de l'île[réf. nécessaire]. Au cours de ces attaques, deux des quatre colons, Richard Kanani Whaley et Joseph Kealoha Keli'hananui, sont tués et les deux survivants sont récupérés le 7 février 1942 par un destroyer de l'United States Navy. Un bataillon du Corps des Marines des États-Unis[réf. nécessaire] s'installe alors sur l'île à partir de septembre 1943 qui est alors connue sous le nom de base navale et aérienne Howland[réf. nécessaire]. Ils quittent l'île, qui reste depuis abandonnée, en mai 1944.

### Protection et études scientifiques
L'île Howland fait l'objet d'un classement depuis le 27 juin 1974 en tant que refuge faunique national. Sa protection est renforcée le 6 janvier 2009 lorsqu'est créé le Pacific Remote Islands Marine National Monument,.
Deux espèces invasives ont été introduites sur l'île Howland. Il s'agit du rat polynésien présent dès 1854 mais éliminé peu après 1938 et du chat rencontré de 1935 à 1986. La présence de ces deux espèces durant des dizaines d'années et l'absence d'inventaire des espèces de l'île avant leur introduction ne permet pas de déterminer leur impact sur les populations d'oiseaux. Le climat peut aussi constituer une menace pour l'écosystème de l'île comme lors d'El Niño en 1997 et 1998 qui a provoqué le blanchissement des coraux. Enfin, les restes de l'activité humaine constitués des ruines du campement et des engins militaires représentent un problème environnemental[réf. nécessaire]. Des radioamateurs se rendent plusieurs fois sur l'île dans les années 1990 et 2000[réf. nécessaire].

## Administration et protection
L'île Howland constitue un territoire non organisé et non incorporé administré depuis Washington par l'United States Fish and Wildlife Service.
Elle est incluse dans une aire protégée sous le nom de refuge faunique national de l'Île-Howland, en anglais Howland Island National Wildlife Refuge, couvrant une superficie de 1 663 km2 répartie en 2,62 km2 de surface terrestre et 1 660,38 km2 pour les eaux environnantes. Le personnel de l'United States Fish and Wildlife Service qui gère cette aire protégée la visite tous les deux ans et des scientifiques sont parfois autorisés à s'y rendre.
Le refuge faunique national de l'Île-Howland fait partie du Pacific Remote Islands Marine National Monument, un monument national américain créé en 2009.

## Transport
L'île Howland est peu accessible en raison de son isolement, de l'autorisation requise de l'United States Fish and Wildlife Service et de l'absence d'infrastructures de transport : aucun mouillage ni port n'est aménagé et la piste de l'aérodrome construit en 1937 est abandonnée depuis la fin des années 1930. Il faut huit jours de navigation pour rallier l'île Howland depuis Honolulu.

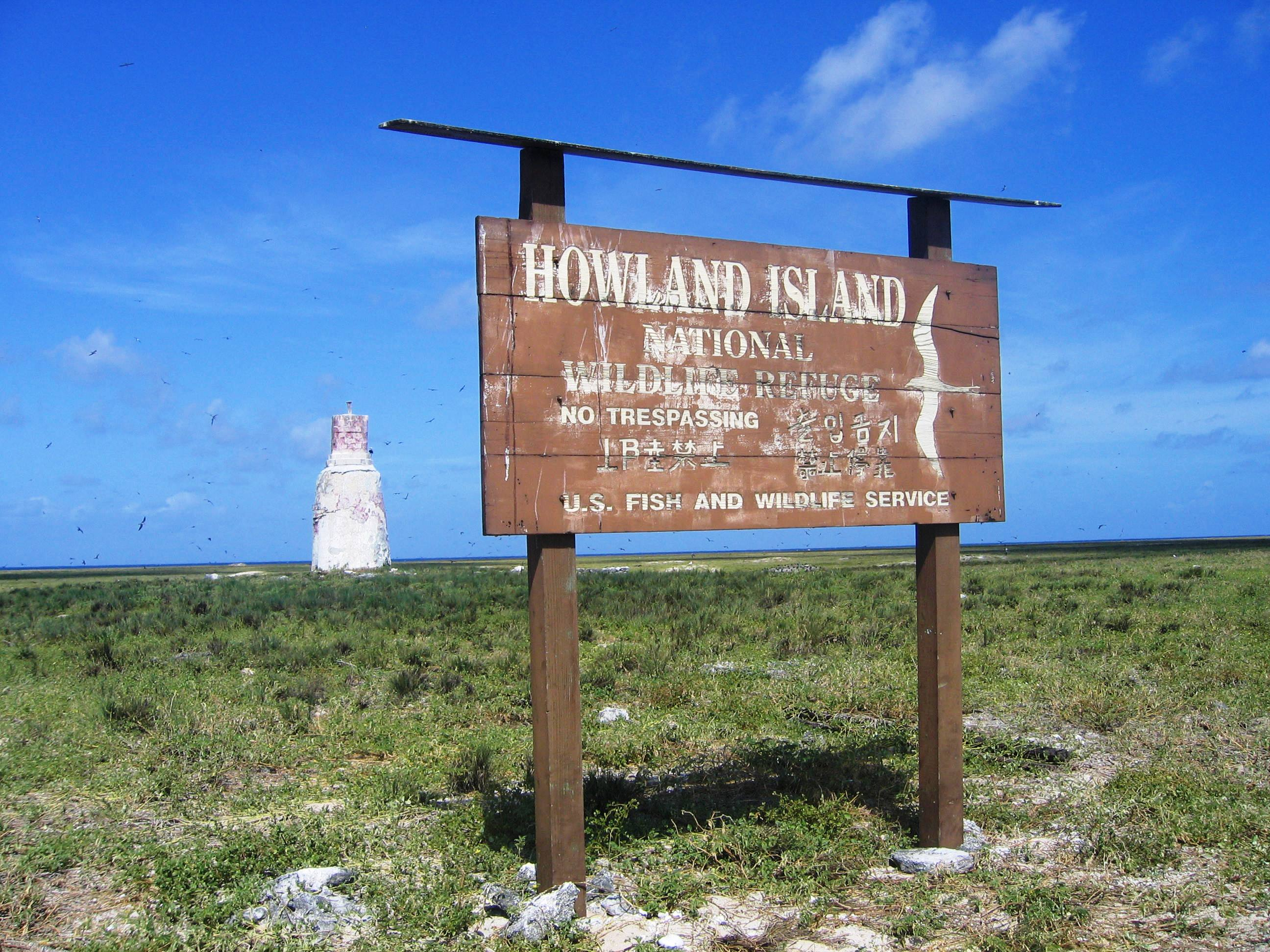
Panneau multilingue avertissant les visiteurs de l'île Howland qu'ils se trouvent dans une aire protégée interdite d'accès avec le phare Earhart en arrière-plan.